# Orfelia abbrevinervis
Orfelia abbrevinervis är en tvåvingeart som beskrevs av Edwards 1941. Orfelia abbrevinervis ingår i släktet Orfelia och familjen platthornsmyggor. Inga underarter finns listade i Catalogue of Life.